# Madge Kennedy
Madge Kennedy (ur. 19 kwietnia 1891, zm. 9 czerwca 1987) – amerykańska aktorka filmowa i telewizyjna.

## Wyróżnienia
Została uhononorowana gwiazdą na słynnej Alei Gwiazd w Hollywood..